# تاتینگستون
تاتینگستون (به انگلیسی: Tattingstone) یک روستا و محله مدنی در بریتانیا است که در Babergh واقع شده‌است. تاتینگستون ۵۴۰ نفر جمعیت دارد.